# 여자 축구

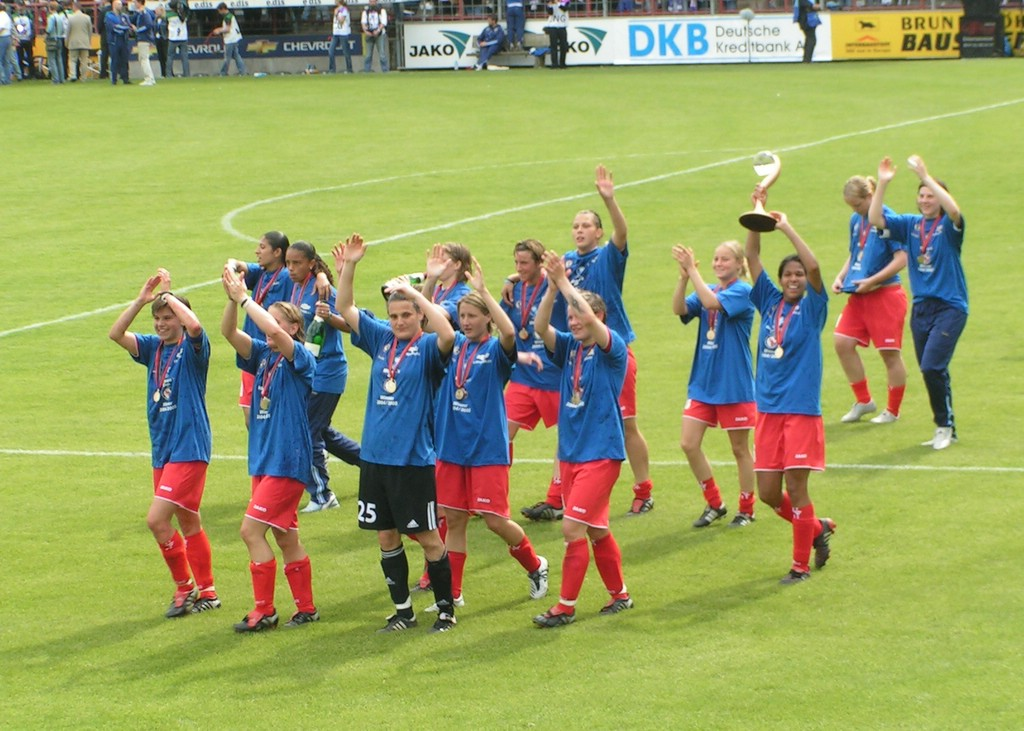
2005년에 열린 UEFA 여자 챔피언스리그 결승전

여자 축구(女子蹴球)는 여성들이 참여하는 축구로, 몇몇 국가에서는 여자 프로 리그가 조성되어 있다.

## 여자 축구의 역사

### 뮤니셔니티 컵

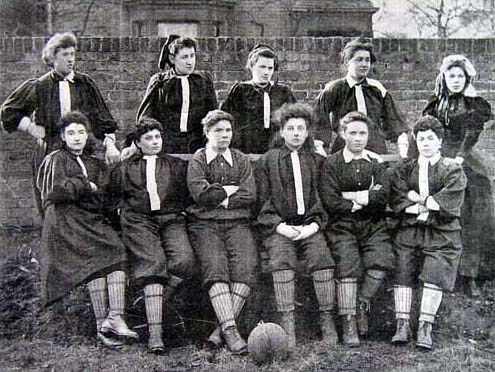
브리티시 레이디 FC

1917년 8월, 북동부 잉글랜드에서 군수품을 만드는 여자 노동자팀이 참가하는 대회가 만들어졌다. 이 대회의 공식 명칭은 "타인 위어 &티스 알프레드 우드 군수품 여자 대회"이나 "뮤니셔니티 컵"이라는 이름으로 잘 알려졌다. 첫 번째 결승전은 1918년 5월 18일에 미들즈브러에서 열렸는데 블리스 스파르탄스가 볼코 보간을 5 대 0으로 누르고 우승하였다. 두 번째 대회의 결승전은 뉴캐슬의 세인트 제임스 파크에서 1919년 3월 22일에 펼쳐졌는데 재로우의 팔머 조선소 여성팀이 하틀풀의 크리스포터 브라운 여성팀을 1 대 0으로 누르고 두 번째 대회 우승을 차지하였다.

### 잉글랜드 여자 축구 협회 챌린지 컵
잉글랜드 축구 협회는 1921년에 여자 축구팀을 제외시켰기 때문에, 같은 해 12월에 잉글랜드 여자 축구 협회가 만들어졌다. 협회의 초대 회장인 렌 브리짓은 첫 대회를 만들었고 1922년 봄에 대회가 시작되었다. 첫 대회에는 24개 팀이 참가하여 1922년 6월 24일의 결승전에서 스토크가 돈캐스터&벤틀리를 3 대 1로 누르고 우승하였다.

### 21세기
1990년대에 올림픽에서 아마추어 출전에 대한 규칙이 폐지됨에 따라, 올림픽 여자 축구에서 여자 축구 국가 대표팀에서도 프로화 및 나이에 대한 제한이 없어졌다. 그리하여 올림픽 축구는 이전 월드컵 대회 우승 팀과 개최국이 참가하는 또 다른 여자 월드컵이 되었다. 그러나 잉글랜드를 비롯한 영국의 다른 나라는 출전하지 못하였다. 이는 FIFA에서는 영국의 4개 지역을 각각의 국가로 인정하는 것과는 달리, IOC에서는 영국만을 국가로 인정하기 때문이다. 영국은 2012년 런던 하계 올림픽에 단일 대표팀을 출전시켰다.

### 대한민국의 여자 축구
대한민국의 경우 여자 축구 리그는 있으나, 아직 세미프로로 평가받고 있어 여자 프로 리그는 부재하다. 중국, 일본, 조선민주주의인민공화국의 여자 축구가 발전하는 동안 대한민국에서는 축구가 여자들에게 적합하지 않은 종목으로 간주되었고, 이로 인해 여자 농구와 여자 배구에 비해 실력과 인기가 아시아권에서 높지 않은 편이다.

### 이슬람 세계의 여자 축구
이슬람 세계의 경우 이슬람교의 특성으로 인해 여자 축구가 활성화되지 못한 편이다. 이란, 요르단 등은 여자 대표팀이 있지만 실력은 저조한 편이다. 사우디아라비아는 2022년에야 대표팀이 출범되었고, 카타르는 대표팀은 있지만 국제 대회에 참여하지 못하고 있다.

### 앵글로아메리카의 여자 축구
다른 국가들에서 축구가 남성 스포츠로 여겨진 것과는 대조적으로, 미국과 캐나다에서는 남성 스포츠의 자리를 야구, 농구, 미식축구, 아이스하키가 차지하고 있으며, 이에 따라 이들 국가에서 축구는 배구, 라크로스 등과 함께 여성 스포츠로 인식되고 있다. 이로 인해 미국과 캐나다는 여자 축구 대표팀의 국제 대회 성적이 남자 대표팀보다 좋은 편이다.

## 대회

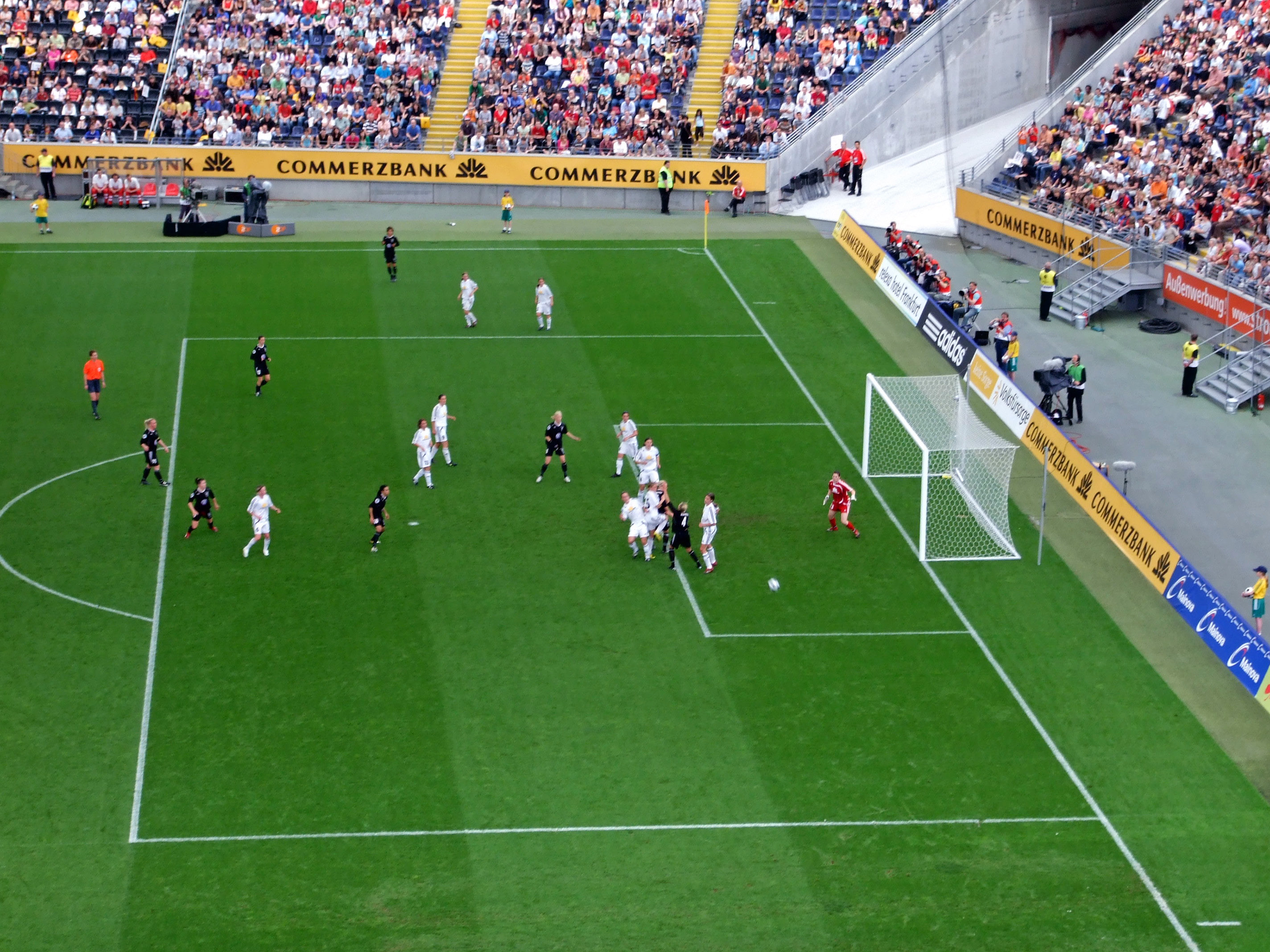
여자 UEFA컵 2008 결승전

여자 축구의 성장으로 다양한 국내 리그와 세계 대회가 만들어졌다. 또한 각국의 여자 축구 국가대표팀이 만들어져 많은 경기가 열리고 있다.

### UEFA 유럽 여자 축구 선수권 대회
1937년, 딕 케르스 레이디는 한 국제 대회에서 에딘버러 레이디와 국제 경기를 갖기도 했으나, 1982년까지 정식 국제 대회가 존재하지 않았다. 이후 1982년에 UEFA에서 여자 축구 국가대표팀을 위한 대회인 UEFA 유럽 여자 축구 선수권 대회가 만들어지며 공식적인 국제 여자 축구 대회가 만들어졌다. 이 대회는 남자 대표팀 대회처럼 간단하게 "여자 유로"로 불린다. 1987년 대회 이후로, 일곱 번의 대회 가운데 여섯 번의 대회를 독일이 우승하였다. 1987년 대회와 1993년 대회는 노르웨이가 우승하였다.

### 대륙별 대회

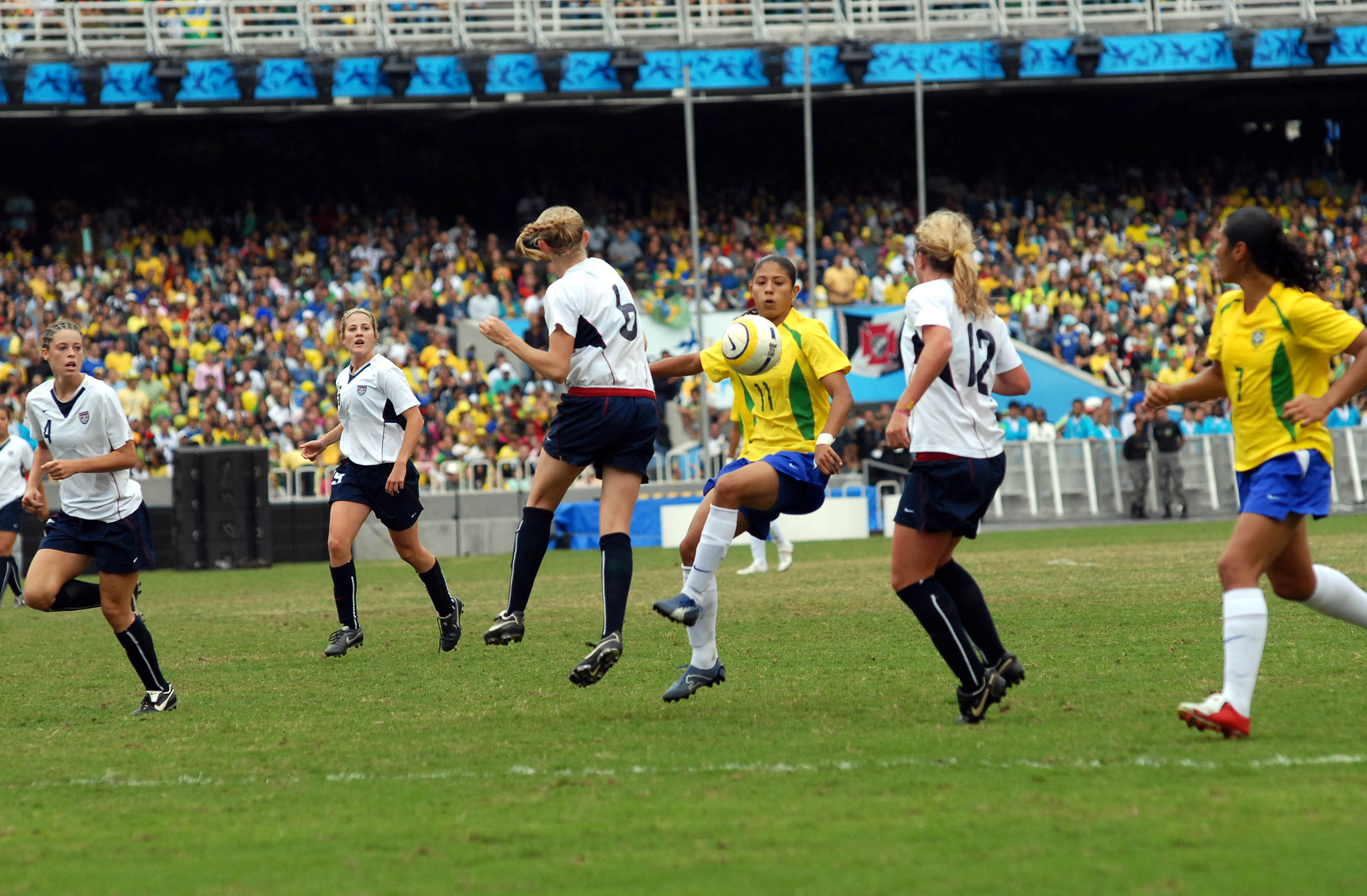
2007년 브라질의 여자 클럽 축구

UEFA 유럽 여자 축구 선수권 대회는 1982년에 만들어졌지만, 이보다 앞선 1975년, 아시아에서는 AFC 여자 아시안컵의 첫 대회가 열렸고, 오세아니아에서는 1983년에 시작된 OFC 여자 네이션스컵이 열리고 있으며, 북중미카리브 축구 연맹, 남아메리카 축구 연맹, 아프리카 축구 연맹은 모두 1991년에 각각 CONCACAF 여자 축구 선수권 대회, 코파 아메리카 페메니나, 아프리카 여자 네이션스컵이라는 이름으로 대륙별 여자 축구 대회가 시작하여 현재에 이르고 있다.
아시아 지역에서는 중국의 전통적 강세와 일본의 2회 연속 FIFA 여자 월드컵 결승 진출 등의 성과를 올리고 있고 조선민주주의인민공화국의 발전이 두드러지고 있다. 북중미카리브 지역에서는 미국과 캐나다의 전통적 강세가 이어지고 있다. 남아메리카 지역에서는 브라질이 주로 좋은 성적을 보이고 있으며, 아프리카 지역에서는 11회 대회 중 9회 대회를 나이지리아가 우승하며 강한 면모를 보여주고 있다. 최근에는 적도 기니도 나이지리아의 강력한 라이벌로 떠오르고 있다. 오세아니아 지역에서는 오스트레일리아와 뉴질랜드가 강한 모습을 보이고 있었지만, 2006년에 오스트레일리아가 아시아 축구 연맹으로 옮겨간 이 후부터 오세아니아 여자 축구의 1인자는 남자팀과 마찬가지로 뉴질랜드가 되었다.

### 여자 월드컵

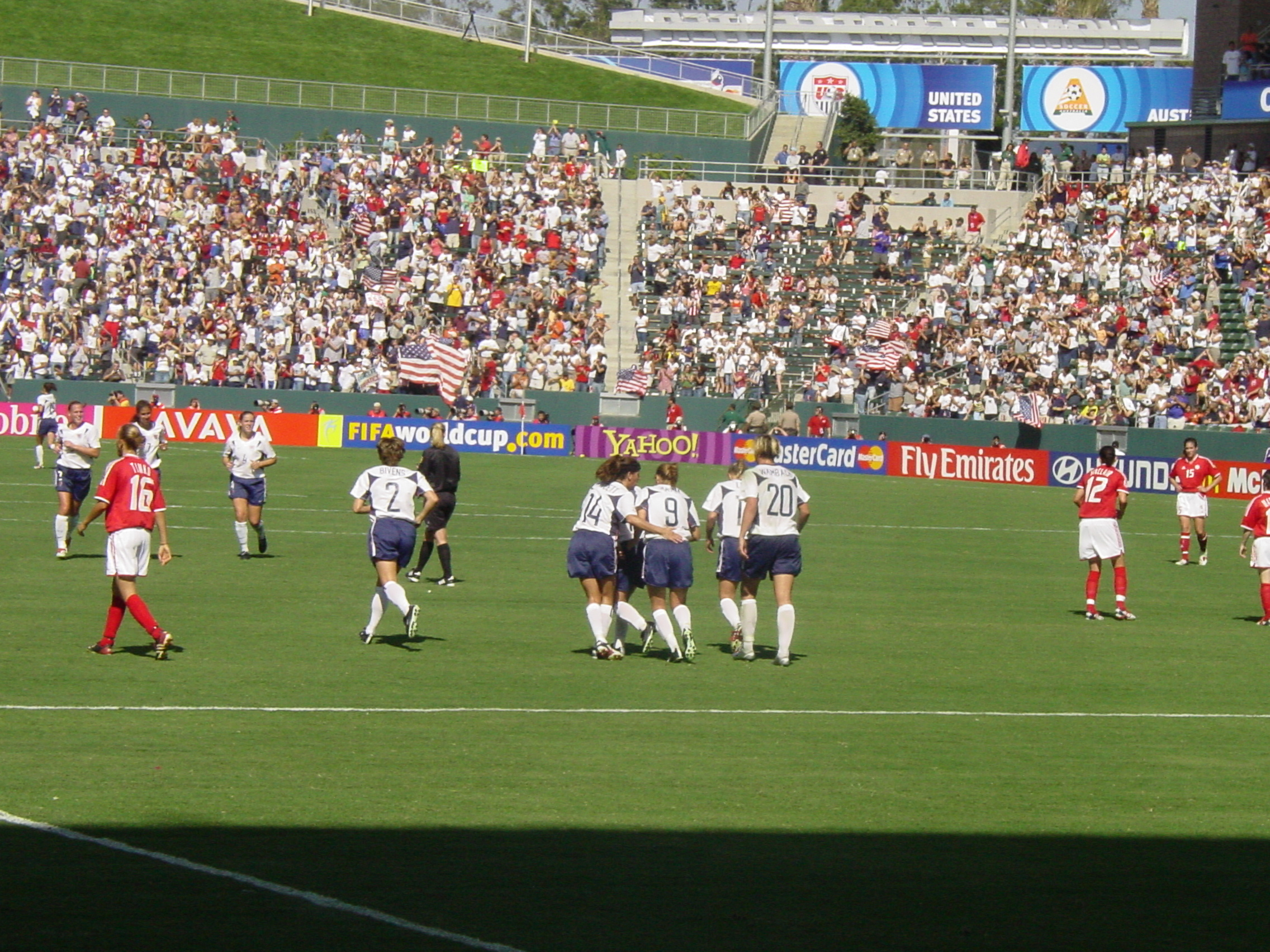
2003년 FIFA 여자 월드컵

첫 번째 여자 월드컵은 1991년에 중국에서 개최되었고, 첫 대회의 우승 팀은 미국이 차지하였다. 미국에서 열린 3회 대회 때에는 TV 중계방송도 하고, 결승전에는 9만명이 넘는 관중이 몰려드는 인기를 보여주었다.
FIFA가 여자 월드컵을 만들기 이전에 중국에서 개최된 FIFA 여자 인비테이션 토너먼트를 포함하여 몇 개의 비공식적인 대회 몇 개가 열렸다.

### 청소년 대회
여자 청소년 축구 대회에는 FIFA 여자 월드컵을 2회씩 우승한 중국과 미국 이외에도, 독일, 노르웨이, 스웨덴과 같은 전통적인 여자 축구 강팀과 함께, 잠재력을 가진 팀으로 평가받는 브라질 등이 출전하고 있다.
2002년 FIFA는 여자 청소년 대회를 발족시켰는데, 공식 명칭은 FIFA 19세 이하 세계 여자 축구 선수권 대회였다. 첫 번째 대회는 캐나다에서 열렸고, 결승전에는 미국이 캐나다를 연장전에서 골든골로 1 대 0으로 승리하였다. 제2회 대회는 2년 후인 2004년에 타이에서 열렸고, 독일이 우승을 차지하였다. 러시아에서 열린 2006년의 제3회 대회부터는 연령 제한이 20세로 상향 조정되었다. 여자 축구의 세계적인 전파를 보여주듯이, 이번 대회의 우승 팀은 조선민주주의인민공화국이 차지하였다. 칠레에서 열린 2008년 제4회 대회는 미국이 우승하였는데, 이번 대회부터 명칭을 FIFA U-20 여자 월드컵으로 개칭하였다. 독일에서 열린 2010년 제5회 대회는 독일이 우승하였으며, 대한민국은 3위의 성적을 거두고 지소연은 실버볼과 실버부트를 수상했다.
2008년 FIFA는 17세 이하 여자 축구 대회를 만들었다. FIFA U-17 여자 월드컵이라 명명된 여자 축구 대회의 첫 번째 대회는 뉴질랜드에서 열렸는데, 조선민주주의인민공화국이 우승을 차지하였다. 2010년 FIFA U-17 여자 월드컵은 트리니다드 토바고에서 열렸는데 대한민국 여자 축구 국가대표팀이 우승을 차지하였다. 이 대회에서 여민지는 골든볼과 골든부트를 수상했다.

## 같이 보기
- 그레이시 스토리
- 슈팅 라이크 베컴